# Wanenberg
De Wanenberg is een heuvel in het noordelijk deel van het Heuvelland in de Nederlandse provincie Limburg, met een hoogte van 100 meter boven NAP. Hij is gelegen tussen de plaatsen Munstergeleen, Windraak en Puth en behoort tot het natuurgebied het Geleenbeekdal. De heuvel vormt een deel van de westelijke steilrand van het Plateau van Doenrade langs het Geleenbeekdal.

## Ontstaan
De Wanenberg is eigenlijk een oud rivierterras, dat de rivier de Maas gedurende de geschiedenis door het verleggen van haar loop heeft gevormd. De steile hellingen vormen de overgang van het hoogterras (het plateau) naar het middenterras (het dal). Door het ontstaan van de Steengrub, een droogdal of grub die aan de zuidelijke zijde van de heuvel het plateau doorsnijdt, werd de Wanenberg een ronde uitstulping die nu aan twee kanten door laagten wordt omgeven.

## Geografie
De Wanenberg is gelegen in het landelijke gebied ten oosten van de Westelijke Mijnstreek, op de gemeentegrens tussen de gemeenten Beekdaelen en Sittard-Geleen en maakt deel uit van de ecologische hoofdstructuur van Nederland. Ten noorden van de heuvel ligt gescheiden door een kleine dalkom (de Hoddelslei) de Schelberg waarop het gehucht Windraak is gelegen. Verder naar het oosten sluit de Wanenberg aan op het Hoog Roth, een iets hoger gelegen terras dat een hoogte bereikt van 106 meter boven NAP. Aan de voet van de hellingen liggen glooiende uitlopers naar het Geleenbeekdal, die verder afdalen naar 52 meter.
Het hoogteverschil tussen de top en de voet van de hellingen van de Wanenberg bedraagt circa 35 meter. De hellingen worden begroeid door restanten hellingbos, die de landbouwgronden op de top omzomen. Het voornaamste restant van dit hellingbos is de Hondskerk, waarin natuurorganisatie IVN een heemtuin heeft ontwikkeld. Delen van de Wanenberg/Hondskerk worden sinds 1997 beheerd door de Vereniging Natuurmonumenten.

## Recreatie
Vanaf de randen van de Wanenberg heeft men een weids uitzicht over de Westelijke Mijnstreek. Er zijn door de voormalige gemeente Schinnen verschillende gemarkeerde wandelroutes op en rond de heuvel uitgezet. Bij wielrenners is de Wanenberg populair vanwege de beklimming, die een gemiddelde hellingsgraad heeft van 5,1 procent. Het steilste deel van de klim heeft een hellingsgraad van rond de 8 procent.